# Constant Frederik Alphons Marie van Horsigh
Constant Frederik Alphons Marie van Horsigh (Oosterhout, 2 augustus 1895 – Breda, 3 januari 1968) was een Nederlands politicus.
Hij werd geboren als zoon van Josephus Johannes Franciscus van Horsigh (1854-1931) en Jeannette Charlotta Maria van Opdorp (ca. 1861). Hij werd in 1923 benoemd tot burgemeester van 's-Heerenhoek. In januari 1944 werd hij ontslagen en twee maanden later kreeg die gemeente een NSB'er als burgemeester. Na de bevrijding keerde Horsigh terug als burgemeester van 's-Heerenhoek. Hij zou die functie blijven vervullen tot mei 1957.
Horsigh overleed in 1968 op 72-jarige leeftijd